# Очилат тегу
Очилатите тегу (Cercosaura ocellata) са вид влечуги от семейство Gymnophthalmidae.
Разпространени са в източните и централни части на Южна Америка.
Таксонът е описан за пръв път от Йохан Георг Ваглер през 1830 година.